# كلاند
كلاند (باليابانية: クラナド، بالروماجي: Kuranado) (بالإنجليزية:  Clannad)‏ هي رواية مرئية يابانية للبالغين تم تطويرها لأجهزة الكمبيوتر من قبل شركة كي صدرت في 28 أبريل عام 2004 على نظام المايكروسوفت ويندوز. أنتجت إلى مسلسل أنمي تلفزيوني من قبل استوديو كيوتو أنيميشن، ومن إخراج تاتسويا ايشيهارا، عرض في 4 أكتوبر عام 2007 وانتهى عرضه في 27 مارس عام 2008، وتكون من 23 حلقة، وقد قام استوديو كيوتو أنيميشن بإنتاج جزء ثاني اسمه Clannad: After Story وقد عرض في 3 أكتوبر عام 2008 وانتهى عرضه في 28 مارس عام 2009، وتكون من 24 حلقة.

## القصة
تدور أحداث القصة حول طالب في الثانوية يدعى تومويا اوكازاكي وهو فتى مهمل وكسول جدا يكره مدرسته ومدينته وفي أحد الايام وهو ذاهب إلى المدرسة يقابل فتاة واقفه وتتمتم بكلمات غريبة وفجأة تصرخ باسم أحد الأطباق اليابانية فيتعرف عليها فيكتشف بأنها قد رسبت بسبب مرض.

## الشخصيات
- تومويا اوكازاكي

هو طالب في الثانوية يمل من حياته ويكره مدينته وولده لأنه مدمن على الشراب منذ ان توفيت والدته وهو صغير.
- ناغيسا

هي فتاة لطيفة جدا لكنها غريبة وخجولة تقول لنفسها كلمات لكي تتشجع، لديها مرض جعلها تتغيب عن المدرسة حتى رسبت فتخرج كل اصدقائها فتبقى وحيدة إلى أن تتعرف على تومويا.
- كوتومي ايشنوسي

فتاة هادئة تحب العزف على الكمان وهي من أسرة غنية وكثيرة الخجل تحب القراءة وقص الاوراق وهي تحب صديقاتها وتعزهن ومتفوقة وكإضافة انها أكثر شخصية محبوبة.

## وصلات خارجية
- كلاند على موقع كي باللغة اليابانية
- الموقع الرسمي باللغة اليابانية
- موقع كلاند بعد القصة باللغة اليابانية
- كلاند على موقع IMDb (الإنجليزية)
- كلاند في قاعدة بيانات الرواية المرئية